# XIV legislatura de El Salvador
La XIV legislatura de El Salvador (también conocida como La Nueva Asamblea) es la reunión actual del poder legislativo del gobierno de El Salvador, compuesto por los 60 diputados que integran la Asamblea Legislativa. Inició en San Salvador, el 1 de mayo de 2024 y finalizará el 30 de abril de 2027.

## Antecedentes
El 4 de febrero de 2024 se realizaron las elecciones para presidente y diputados de la Asamblea Legislativa en El Salvador en 1 595 centros de votación a nivel nacional. 

## Sesión de Instalación

Distribución de escaños por ideología política:
Centro a Centroderecha—57 (Nuevas Ideas, PCN y PDC)
Derecha—3 (ARENA y VAMOS)

El 1 de mayo de 2024, se instaló la legislatura 2024-2027, con los 60 diputados propietarios y suplentes elegidos el 4 de febrero de dicho año. Durante la sesión inaugural, se procedió a la elección de la junta directiva, así como la juramentación de los nuevos diputados electos. Esta es la primera vez en la historia de El Salvador que la izquierda no logra tener representación en dicho órgano, lo que la convierte en la Asamblea Legislativa más conservadora desde el retorno a la democracia y el fin de la dictadura militar del Partido de Concertación Nacional.

### Elección del presidente
| Nuevas Ideas                     | 54 | Ernesto Castro Aldana |
| Partido de Concertación Nacional | 2  | Ernesto Castro Aldana |
| Partido Demócrata Cristiano      | 1  | Ernesto Castro Aldana |
| Vamos                            | 1  | Ernesto Castro Aldana |
| Alianza Republicana Nacionalista | 2  | Ernesto Castro Aldana |
| Total                            | 60 | Ernesto Castro Aldana |

### Junta Directiva

Distribución de la Junta Directiva de la Asamblea Legislativa 2024-2027.

| Cargo                                 | Miembro           | Partido | Partido                          | Departamento | Plazo en el cargo |
| ------------------------------------- | ----------------- | ------- | -------------------------------- | ------------ | ----------------- |
| Presidente de la Asamblea Legislativa | Ernesto Castro    |         | Nuevas Ideas                     | San Salvador | 2024–2027         |
| Primera Vicepresidenta                | Suecy Callejas    |         | Nuevas Ideas                     | San Salvador | 2024–2027         |
| Segunda Vicepresidenta                | Alexia Rivas      |         | Nuevas Ideas                     | San Salvador | 2024–2027         |
| Primera secretaria                    | Elisa Rosales     |         | Nuevas Ideas                     | San Salvador | 2024–2027         |
| Segundo Secretario                    | Reynaldo Cardoza  |         | Partido de Concertación Nacional | Chalatenango | 2024–2025         |
| Segundo Secretario                    | Serafín Orantes   |         | Partido de Concertación Nacional | Ahuachapán   | 2025–2027         |
| Tercer Secretario                     | Reynaldo Carballo |         | Partido Demócrata Cristiano      | San Miguel   | 2024–2027         |

### Formación de los grupos parlamentarios
| Grupo Parlamentario | Grupo Parlamentario              | Componentes | Presidente                    | Jefe de la bancada | Escaños |
| ------------------- | -------------------------------- | ----------- | ----------------------------- | ------------------ | ------- |
|                     | Nuevas Ideas                     | NI          | Xavier Zablah Bukele (2020- ) | Christian Guevara  | 54      |
|                     | Partido de Concertación Nacional | PCN         | Manuel Rodríguez              | -                  | 2       |
|                     | Alianza Republicana Nacionalista | ARENA       | Carlos García Saade           | Marcela Villatoro  | 2       |
|                     | Partido Demócrata Cristiano      | PDC         | Reynaldo Carballo (2021- )    | Reynaldo Carballo  | 1       |
|                     | Vamos                            | Vamos       | Cesia Rivas de López          | Claudia Ortiz      | 1       |

## Comisiones
A partir de 2024, la Asamblea Legislativa contará con 8 comisiones permanentes.
| N.º | Comisión                                                        | Cargo        | Cargo             | Cargo        | Cargo            | Cargo     | Cargo             |
| N.º | Comisión                                                        | Presidente/a | Presidente/a      | Secretario/a | Secretario/a     | Relator/a | Relator/a         |
| --- | --------------------------------------------------------------- | ------------ | ----------------- | ------------ | ---------------- | --------- | ----------------- |
| 1   | Comisión Política                                               |              | Ernesto Castro    |              | Alexia Rivas     |           | Christian Guevara |
| 2   | Comisión de Salud, Agricultura y Medio Ambiente                 |              | Ricardo Rivas     |              | Juan Rodríguez   |           | Saúl Mancía       |
| 3   | Comisión de Hacienda y Especial del Presupuesto                 |              | Christian Guevara |              | William Soriano  |           | Caleb Navarro     |
| 4   | Comisión de Tecnología, Turismo e Inversión                     |              | Dania González    |              | William Soriano  |           | Dania González    |
| 5   | Comisión de Infraestructura y Desarrollo Territorial            |              | Salvador Chacón   |              | Elisa Rosales    |           | Felipe Interiano  |
| 6   | Comisión de Niñez e Integración Social                          |              | Suecy Callejas    |              | Lorena Fuentes   |           | Rubén Flores      |
| 7   | Comisión de Seguridad Nacional y Justicia                       |              | Caleb Navarro     |              | Walter Coto      |           | Raúl Castillo     |
| 8   | Comisión de Salvadoreños en el Exterior, Legislación y Gobierno |              | Ana Figueroa      |              | Reynaldo Cardoza |           | Walter Alemán     |

## Seguridad

### Régimen de excepción (2022-presente)

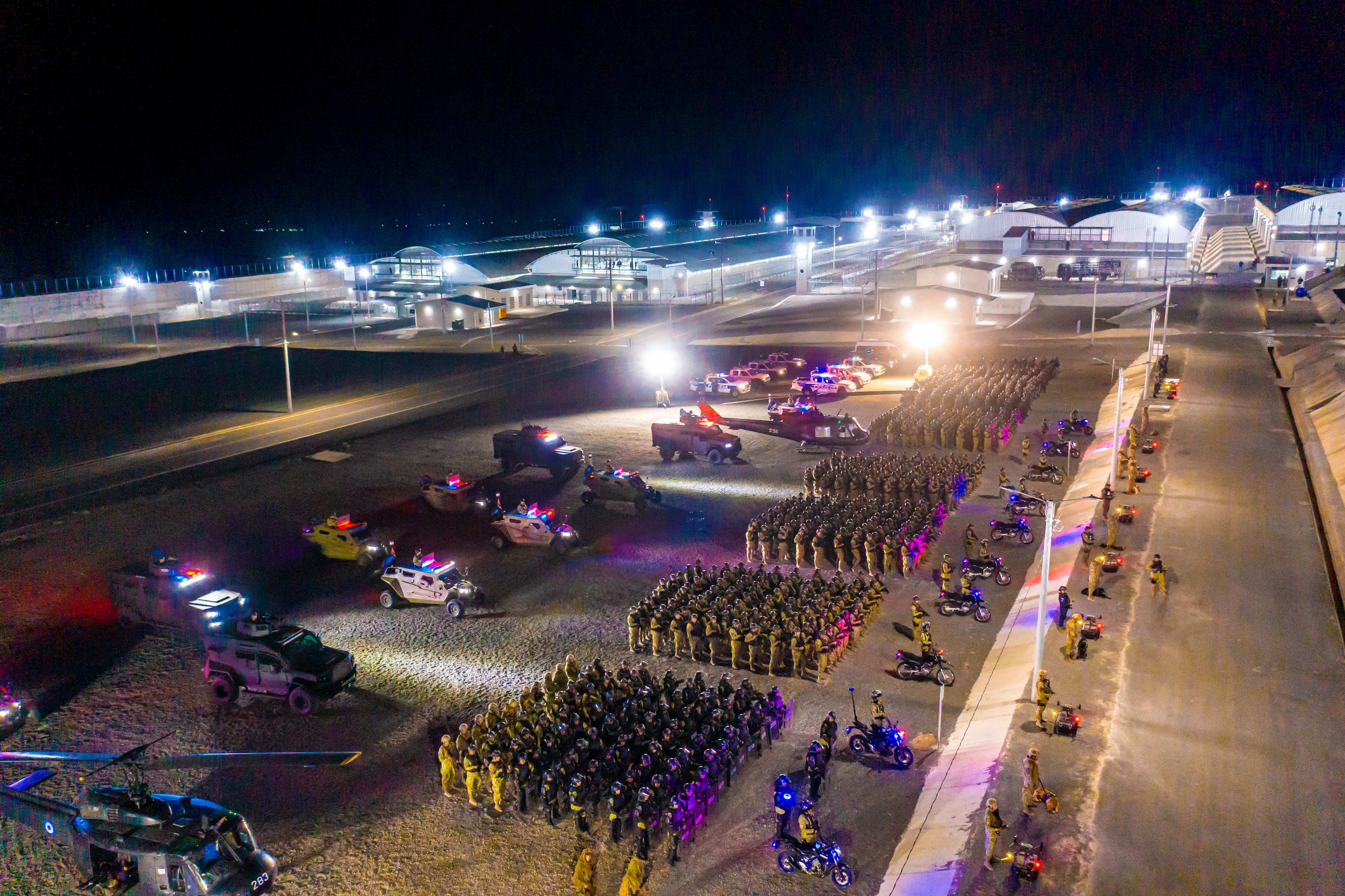
Funcionarios y agentes de la Policía Nacional Civil custodiando el CECOT.

Durante la XIV legislatura de la Asamblea Legislativa, se autorizó la prórroga número 27 del régimen de excepción, vigente desde marzo de 2022. Esta medida permitió la detención sin derecho a la defensa, la ampliación del período de detención administrativa y la posibilidad de intervenir la correspondencia y telecomunicaciones de los ciudadanos, bajo el argumento de combatir a miembros de pandillas. La aprobación de estas prórrogas se realizó mediante dispensa de trámites y con escasa discusión en profundidad sobre la efectividad y los impactos de dichas medidas.

## Medio ambiente

### Estado de emergencia

Imagen satelital que mostró el avance de la tormenta tropical Alberto y los impactos que tuvo en la península de Yucatán, así como en Guatemala, Honduras y El Salvador.

El 16 de junio de 2024, la Asamblea Legislativa aprobó la declaración de un "estado de emergencia nacional por la Zona de Convergencia Intertropical y campo depresionario sobre Centroamérica". La iniciativa fue presentada por la diputada Suecy Callejas de Nuevas Ideas. El decreto, recibió un total de 59 votos a favor, el cual establece que el "estado de emergencia tendrá una duración de 15 días".

## Diputados por departamento
Debido a la población de cada departamento, hay listas plurinominales departamentales que se reparten así:
| Departamento |    |   |   |   |   | Total |
| ------------ | -- | - | - | - | - | ----- |
| San Salvador | 14 |   |   | 1 | 1 | 16    |
| La Libertad  | 6  |   |   | 1 |   | 7     |
| Santa Ana    | 5  |   |   |   |   | 5     |
| San Miguel   | 4  |   | 1 |   |   | 5     |
| Sonsonate    | 5  |   |   |   |   | 5     |
| Usulután     | 4  |   |   |   |   | 4     |
| La Paz       | 3  |   |   |   |   | 3     |
| Ahuachapán   | 2  | 1 |   |   |   | 3     |
| La Unión     | 2  |   |   |   |   | 2     |
| Chalatenango | 1  | 1 |   |   |   | 2     |
| Morazán      | 2  |   |   |   |   | 2     |
| Cuscatlán    | 2  |   |   |   |   | 2     |
| San Vicente  | 2  |   |   |   |   | 2     |
| Cabañas      | 2  |   |   |   |   | 2     |